# Betis Deportivo Balompié
El Betis Deportivo Balompié  es un club de fútbol español, de la ciudad de Sevilla. Fue fundado en 1942 y juega en el Grupo 2 de la Primera Federación, tercera categoría del fútbol español. Es el equipo filial del Real Betis Balompié, que está en la Primera División española.

## Historia
El Real Betis Balompié hasta finales de los años 40 no tuvo un equipo filial. Ese equipo se llamó Juventud Balompié, antiguo equipo de Educación y Descanso (1950-1954 ; 1960-1963), ya que antes lo habitual era que el Real Betis llegara a acuerdos con otros clubes de la ciudad y provincia para ser sus filiales, en estos casos el Calavera CF hasta mediados de los 40 y el CD Alcalá, ya en 1950, con el Betis estando en Tercera División.
En 1963, Benito Villamarín formaliza la filiación del Triana Balompié, que ya había empezado en Regional en la 62-63 (algunas informaciones difusas afirman que dicho Triana permanecía hasta entonces inactivo), ascendiendo ese año a Tercera División y llegando a disputar la Copa del Generalísimo.
Bajo el mandato de José Núñez Naranjo, en la temporada 1972-1973 se acordó cambiar el nombre de Triana Balompié por el de Betis Balompié, cosa que causó algún que otro enfado en algunos aficionados. Aquella denominación duró hasta 1976 en que el filial pasó a llamarse Betis Deportivo Balompié. Con este nombre debutó en Tercera División jugando contra el Sevilla Atlético en la primera jornada; el partido terminó con victoria sevillista por 1-3.
En la temporada 1995-1996 el Betis Deportivo Balompié pasó a denominarse Real Betis Balompié B, y en la temporada 2003-2004 se crea el Real Betis Balompié C.
Por las filas del filial verdiblanco han pasado grandes jugadores, tales como Rafael Gordillo, Luis del Sol, Joaquín Sánchez, Ángel Cuéllar o Juanito. También ha aportado una gran diversidad de jugadores al fútbol español, como Fernando Varela, Capi, Roberto Ríos, Antonio Joaquín Parra o Diego Tristán entre otros.
La última hornada de la cantera bética incluye a futbolistas como Ezequiel, Beñat, Sergio, Miki Roqué, Carlos García, Nono, Álvaro Vadillo, Dani Ceballos, Fabián, Caro, Loren Morón, Junior, "Juanma" García o Francis Guerrero.
En la temporada 2012-2013, desciende a la Tercera División de España, habiendo jugado una pésima temporada y siendo colista dicha temporada.
En la temporada 2013 - 2014 asciende a Segunda B.
Un par de temporadas después regresa a tercera, para volver al año siguiente, y en la 2017-18 vuelve a jugar en Segunda B con la nueva denominación oficial del club, Betis Deportivo Balompié.
En la Temporada 2021/22 se estrena en la nueva Primera División RFEF de la que acabará descendiendo ese año siete jornadas antes de finalizar, quedando finalmente en última posición de la tabla.

## Trayectoria

### Triana Balompié
- Temporadas en Segunda División: 0
- Temporadas en Segunda División B: 16
- Temporadas en Tercera División: 15

### Betis Deportivo y Real Betis Balompié "B"
- Temporadas en Segunda División: 0
- Temporadas en Primera Federación: 2
- Temporadas en Segunda División B: 32
- Temporadas en Segunda Federación: 2
- Temporadas en Tercera División: 16

## Clasificaciones del Betis Deportivo y del Real Betis Balompié "B"
| Temp.   | División       | Pos. |
| ------- | -------------- | ---- |
| 1976-77 | 3.ª División   | 19.º |
| 1977-78 | 3.ª División   | 12.º |
| 1978-79 | 3.ª División   | 5.º  |
| 1979-80 | 3.ª División   | 9.º  |
| 1980-81 | 3.ª División   | 7.º  |
| 1981-82 | 3.ª División   | 8.º  |
| 1982-83 | 3.ª División   | 14.º |
| 1983-84 | 3.ª División   | 2.º  |
| 1984-85 | 3.ª División   | 1.º  |
| 1985-86 | 2.ª División B | 15.º |
| 1986-87 | 3.ª División   | 2.º  |
| 1987-88 | 3.ª División   | 1.º  |
| 1988-89 | 2.ª División B | 14.º |
| 1989-90 | 3.ª División   | 6.º  |
| 1990-91 | 2.ª División B | 20.º |
| 1991-92 | 2.ª División B | 7.º  |
| 1992-93 | 2.ª División B | 17.º |
| 1993-94 | 3.ª División   | 1.º  |
| 1994-95 | 2.ª División B | 11.º |
| 1995-96 | 2.ª División B | 10.º |
| 1996-97 | 2.ª División B | 14.º |
| 1997-98 | 2.ª División B | 12.º |
| 1998-99 | 2.ª División B | 9.º  |
| 1999-00 | 2.ª División B | 17.º |
| 2000-01 | 3.ª División   | 2.º  |

| Temp.   | División          | Pos. |
| ------- | ----------------- | ---- |
| 2001-02 | 2.ª División B    | 8.º  |
| 2002-03 | 2.ª División B    | 15.º |
| 2003-04 | 2.ª División B    | 16.º |
| 2004-05 | 3.ª División      | 8.º  |
| 2005-06 | 3.ª División      | 6.º  |
| 2006-07 | 3.ª División      | 2.º  |
| 2007-08 | 2.ª División B    | 12.º |
| 2008-09 | 2.ª División B    | 11.º |
| 2009-10 | 2.ª División B    | 12.º |
| 2010-11 | 2.ª División B    | 16.º |
| 2011-12 | 2.ª División B    | 8.º  |
| 2012-13 | 2.ª División B    | 20.º |
| 2013-14 | 3.ª División      | 1.º  |
| 2014-15 | 2.ª División B    | 8.º  |
| 2015-16 | 2.ª División B    | 17.º |
| 2016-17 | 3.ª División      | 1.º  |
| 2017-18 | 2.ª División B    | 19.º |
| 2018-19 | 3.ª División      | 6.º  |
| 2019-20 | 3.ª División      | 1.º  |
| 2020-21 | 2.ª División B    | 3.º  |
| 2021-22 | 1.ª División RFEF | 20.º |
| 2022-23 | 2.ª Federación    | 12.º |
| 2023-24 | 2.ª Federación    | 5.º  |
| 2024-25 | 1.ª Federación    | 13.º |
| 2025-26 | 1.ª Federación    |      |

## Estadio
El Betis Deportivo Balompié disputa sus partidos en el estadio de la Ciudad Deportiva Luis del Sol situado en la localidad de Sevilla con capacidad para 3500 espectadores.
En casos de gran trascendencia disputa los partidos en el Estadio Benito Villamarín.

## Palmarés

### Torneos oficiales
| Competición                                                    | Títulos                                                                                               | Subcampeonatos                                                      |
| -------------------------------------------------------------- | --- | ------------------------------------------------------------------- |
| Tercera División (6/4)                                         | 1984-85 (Gr. X), 1989-90 (Gr. X), 1993-94 (Gr. X), 2013-14 (Gr. X), 2016-17 (Gr. X), 2019-20 (Gr. X). | 1983-84 (Gr. X), 1986-87 (Gr. X), 2000-01 (Gr. X), 2006-07 (Gr. X). |
| Copa RFEF (Fase Autonómina Andalucía Occidental y Ceuta) (2/3) | 2017-18, 2018-19                                                                                      | 2016-17                                                             |

- Temporadas: 15 en Segunda División B de España y 33 en Tercera División de España.

### Torneos amistosos
- Trofeo Ciudad del Torcal (Antequera) (2): 1988, 2016.
- Trofeo de la Uva y el Vino (2): 1997 y 2009.
- Trofeo de la Virgen de los Reyes (2): 2008 y 2012.
- Campeonato de Andalucía de Cadetes (2):  2005 y 2011.
- Copa Provincia de Sevilla (3): 1998, 2001 y 2009.